# ピエール・カルダン
ピエール・カルダン（Pierre Cardin、1922年7月2日 - 2020年12月29日）は、フランスのファッションデザイナー。
イタリア・ヴェネト州サン・ビアージョ・ディ・カッラルタ生まれ。イタリア名ピエトロ・コスタンテ・カルディン Pietro Costante Cardin。前衛的なスタイルでオートクチュールのブランドを立ち上げ、1960年代〜1970年代に一世を風靡した。

## 人物・来歴
1945年、パリに移り建築家を目指したが、ジャンヌ・パキャンのブティックでいろいろな人脈が出来、ファッションの道へ進む。クリスチャン・ディオールの独立時立ち上げに参加。1950年より自らのアトリエを開始し、1953年にはオート・クチュールも始めた。宇宙時代的なデザイン（コスモ・コール）を標榜し、女性的な形状を無視するユニセックスなスタイル、幾何学模様や幾何学的な形などの実験的でアバンギャルドなスタイルで名を売った。だが、これらのデザインは実用的ではないものも多かった。1954年に「バブル・ドレス」、1959年には百貨店プランタン向けにプレタポルテのコレクションを発表し、新しい時代の流れをつくった。
カルダンは、日本に注目した初めてのファッション・デザイナーであり、1958年4月、NDK（日本デザイナー協会）と文化服装学院に招待され、立体裁断のテクニックを披露する技術講習会を開くため初来日。コレクションのショーで多様性を演出したいと考え日本人モデルを探していたところ、森英恵から『アサヒグラフ』でモデルデビューした松本弘子を紹介された。渡仏した松本は1960年にパリ・コレクションデビューを果たす。日本人モデルを起用したヨーロッパのデザイナーは、カルダンが初めであり、当時珍しかった、男性や黒人女性モデルも起用した。1961年には文化服装学院を再訪問し、名誉教授に着任。デザイナーを育成する目的で「ピエール・カルダン賞」が雑誌『ハイファッション』（文化出版局）に創設される。
女優のジャンヌ・モローと同棲していたことがあり、彼女の主演映画『エヴァの匂い』（1962年）、『天使の入江』（1963年）の衣裳を手掛ける。
1970年2月11日、パリにあった作業場と倉庫が火事に遭い全焼。この年の春夏物が全滅する被害を受けた。しかし、同年には自らの作品を発表する場として、パリ8区コンコルド広場至近ガブリエル大通り1番地の「アンバサドゥール劇場」をオーナーだった「キャバレー・リド」のジョセフ・クレリコより買い取り、「エスパス・ピエール・カルダン（Espace Cardin）」を創設。演劇、音楽、映画、展示ホール、レストランを備える文化拠点施設とし、「現代芸術のパトロン」と称される。
1981年にはレストラン「マキシム（Maxim's）」の経営権を全面的に獲得し、オーナーとなる。赤字経営だったマキシムの再建のため、最初にキッチンの改装を試み、労働環境を改善して料理人の負担を減らすことに尽力。入り口と3階サロンを1900年代風にレストアし、格調高い最高級のレストランとしてリブランディングを行った。その後、ブリュッセル、北京、ニューヨーク、モスクワ、ジュネーブ、モナコ、ロンドンなど世界中にレストラン「マキシム」を開店するが、2020年、全て閉店している。
1993年、南仏ポール・ラ・ギャレールの前衛的な建築「パレ・ビュル」（泡の宮殿）に野外円形劇場をオープン。劇場は500席の規模で、コート・ダジュールの海が一望できるロケーションであるため、ピエール・カルダンのオートクチュールコレクションのショーの開催はもちろん、MTV主催のパーティなど、たびたびイベント会場として使用された。
2001年、サド侯爵ゆかりのラコスト城のオーナーになり、芸術活動振興のために野外劇場を設営。南仏の小さな村で毎年夏にラコスト音楽祭を開催するようになった。モーツァルトの「魔笛」など、シチュエーションに見合った演目のチョイスで豪華な出演者で人気を集め、2016年にはここでファッションショーも開催した。
カルダンは、当時開放政策を進めていたソ連や中国に乗り込み、いち早くショーを開催している。欧米のファッションや音楽を熱望していた若者から絶大な支持を得た。1991年よりユネスコ親善大使として、チェルノブイリ被害者救済とその他の人道的プログラムにも尽力。また各国より数々の勲章等を授与され、日本では勲二等瑞宝章受勲。
ブランド名を貸す「ライセンスビジネス」で最も成功したデザイナーとしても知られ、タオルやスリッパ、家具にまでブランド名が冠せられて世界中で消費されており、そのライセンス料は大きな収益をあげ続けた。
1996年4月、日本経済新聞に私の履歴書を連載した。

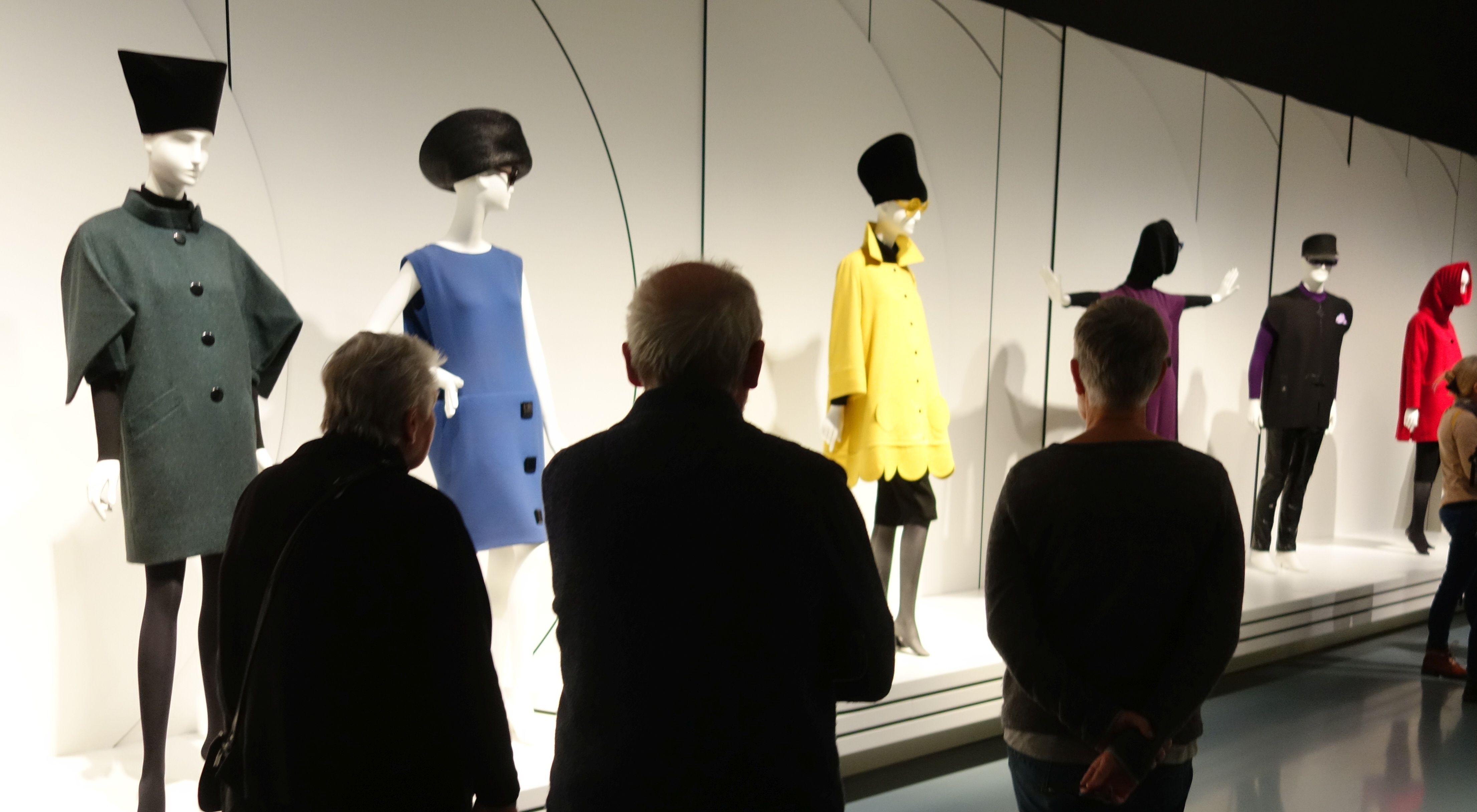
近年の作品展示会（2019年）

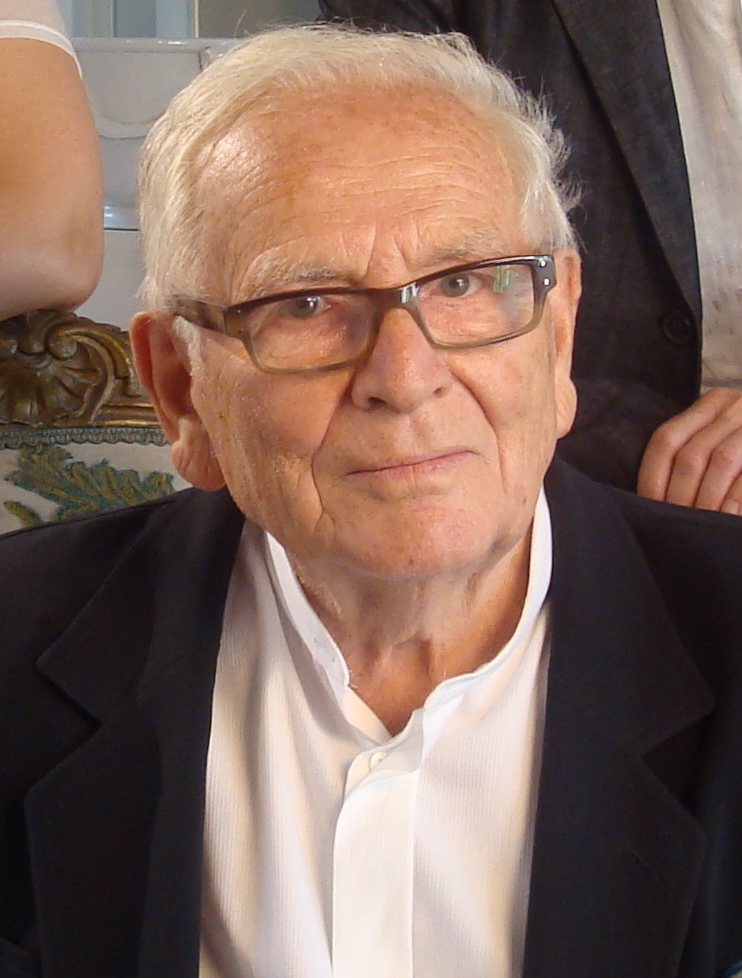
晩年期（2010年）

生涯独身で子供はなく、2020年12月29日、ヌイイ＝シュル＝セーヌにあるパリアメリカン病院で多臓器不全のため (fr) 死去。98歳没。

## 日本での展開
1957年ごろになると日本でも、婦人服は高級志向が強くなり、一般的女性客のデザイナーズブランドに対するあこがれの度合いが高まってきた。そこで髙島屋では、1958年にナタライン、1959年にナチュラルラインを発表し話題を呼んでいたピエール・カルダンと提携し、そのカルダン・ジュネスを日本で製作し独占販売するというライセンス契約を、1959年に結び、のちにオートクチュールも契約する。文化服装学院からパリ派遣第2期生でカルダン店に勤務していた河野幸恵が、主任デザイナーとしてパリのカルダン・アトリエから赴任する。そして、1960年9月、大阪、東京、京都、横浜の4店にカルダン・ジュネスコーナーを開設し、"タカシマヤのカルダン"として本格的な販売体制を確立。1964年には日生劇場でファッションショーを開催して、大成功を収めた。1960年代中盤には提携分野を紳士服や子供服などにも拡大していった。
1970年代半ばまで毎シーズン発行されていた髙島屋のピエール・カルダンコレクションのカタログは、当初パリで撮影した写真を使っていたが、徐々に日本での撮り下ろし写真も使用されるようになる。また1977年からはメンズカタログ『メサージュ・ピエール・カルダン』が発行され、新作の服のほかパリの情報やカルダンのコメントなどが掲載されていた。これに先立ち、大阪万博スタート間もない1970年3月、カルダンは髙島屋に招待され来日。水上ステージで新作コレクションのショーを開催し話題となり、続いて東京でもコレクションを催した。80歳となる2002年にも来日し、日本橋髙島屋で「ピエール・カルダン展」を開催。
1974年には富士銀行の制服を手掛け、1975年から翌年にかけて放送されたTBSドラマ『赤い疑惑』（主演山口百恵）では、岸惠子の衣裳を提供。1991年には郵便局員用のネクタイ（窓口で従事する約25万人が使用）を契約した。
1972年には武田正彦が日本代理店「ピエール・カルダン・ジャパン」（PCJ）を設立し、カルダンブランドを広く日本に定着させ、1974年、東京・原宿に竣工したパレ・フランスビルに「pierre cardin boutique」を開店した。
1997年、カルダンは日本におけるピエール・カルダンの全てのライセンス権利を三井物産に譲渡し、現在は三井物産アイ・ファッションと日鉄物産の繊維事業が事業統合した「MNインターファッション」がライセンス管理を行っている。

## 関連書籍
- シルヴァナ・ロレンツ、永瀧達治 訳『ピエール・カルダン ファッション・アート・グルメをビジネスにした男』駿河台出版社、2007年6月。ISBN 978-4411003782。